# Zosterops
Zosterops (česky kruhoočko, nicméně název je používán pro více rodů) je rod pěvců z čeledi kruhoočkovití (Zosteropidae). Vyskytují se v afrotropické, indomalajské a australské oblasti. Typická kruhoočka mají délku 8 až 15 cm. Jejich nejcharakterističtějším znakem je nápadný bílý oční kroužek, některé druhy jej nicméně postrádají. Zástupci rodu Zosterops se vyznačují zvláštní úpravou konce jazyka, který je štětinově zakončen, což pomáhá při efektivním saní nektaru. Rod Zosterops je příkladem „velkého speciátora“ (jak ptáky nazvali evoluční biologové Ernst Mayr a Jared Diamond pro jejich velikou různost) obývajícího rozsáhlý areál a vykazující pozoruhodné morfologické rozdíly a to i u populací z ostrovů, které jsou od sebe vzdáleny pouze 2 km.

## Taxonomie
Rod Zosterops byl zaveden přírodovědci Nicholasem Vigorsem a Thomasem Horsfieldem v roce 1827. Název je kombinací starořeckých slov zōstēros („pás“ nebo „opasek“) a ōpos („oko“). Jako typový druh označil René Lesson v roce 1828 kruhoočko šedoprsé.
Výsledky řady molekulárně fylogenetických studií publikované v letech 2014–2018 podnítily zásadní revizi rod, v rámci které bylo zavedeno 10 nových rodů.
Studie o kruhoočku srílanském (Zosterops ceylonensis) a kruhoočku východním (Zosterops palpebrosus) navíc naznačuje, že kruhoočko srílanské je bazálním druhem, od kterého se odvozuje původ všech ostatních druhů v rámci rodu Zosterops, což zpochybňuje dřívější teorii o původu rodu v jihovýchodní Asii.

### Druhy
V rodu je 103 druhů. Mezi nimi jsou i tři druhy (†), které jsou od 16. století vyhynulé.
- Zosterops abyssinicus Guérin-Méneville, 1843 – kruhoočko etiopské
- †Zosterops albogularis Gould, 1837 – kruhoočko černouzdičkové
- Zosterops aldabrensis Ridgway, 1894
- Zosterops anderssoni Shelley, 1892
- Zosterops anomalus A. B. Meyer & Wiglesworth, 1896 – kruhoočko celebeské
- Zosterops atricapilla Salvadori, 1879 – kruhoočko černotemenné
- Zosterops atriceps G. R. Gray, 1861 – kruhoočko krémovohrdlé
- Zosterops atrifrons Wallace, 1864 – kruhoočko černočelé
- Zosterops auriventer Hume, 1878
- Zosterops borbonicus (Pennant, 1781) – kruhoočko maskarénské
- Zosterops brunneus (Salvadori, 1903) – kruhoočko fernandské
- Zosterops buruensis Salvadori, 1878 – kruhoočko buruské
- Zosterops ceylonensis Holdsworth, 1872 – kruhoočko srílanské
- Zosterops chloris Bonaparte, 1850 – kruhoočko žlutobřiché
- Zosterops chloronothos (Vieillot, 1817) – kruhoočko mauricijské
- Zosterops cinereus (Kittlitz, 1832) – kruhoočko šedé
- Zosterops citrinella Bonaparte, 1850 – kruhoočko šedobřiché
- Zosterops consobrinorum A. B. Meyer, 1904 – kruhoočko bledobřiché
- Zosterops conspicillatus (Kittlitz, 1833) – kruhoočko brýlové
- Zosterops dehaani van Bemmel, 1939
- Zosterops emiliae (Sharpe, 1888) – kruhoočko černobrýlaté
- Zosterops erythropleurus Swinhoe, 1863 – kruhoočko kaštanovoboké
- Zosterops eurycricotus Fischer & Reichenow, 1884
- Zosterops everetti Tweeddale, 1878 – kruhoočko šedoboké
- Zosterops explorator E. L. Layard, 1875 – kruhoočko fidžijské
- Zosterops feae Salvadori, 1901
- Zosterops ficedulinus Hartlaub, 1866 – kruhoočko lejskovité
- Zosterops finschii (Hartlaub, 1868) – kruhoočko temné
- Zosterops flavifrons (J. F. Gmelin, 1789) – kruhoočko žlutočelé
- Zosterops flavilateralis Reichenow, 1892
- Zosterops flavissimus Hartert, 1903
- Zosterops flavus (Horsfield, 1821) – kruhoočko žluté
- Zosterops fuscicapilla Salvadori, 1875 – kruhoočko krotké
- Zosterops gibbsi Dutson, 2008 – kruhoočko vanikorské
- Zosterops grayi Wallace, 1864 – kruhoočko kaiské
- Zosterops griseotinctus G. R. Gray, 1858 – kruhoočko louisiadské
- Zosterops griseovirescens Bocage, 1893 – kruhoočko šedozelené
- Zosterops hypolais Hartlaub & Finsch, 1872 – kruhoočko bělooké
- Zosterops hypoxanthus Salvadori, 1881 – kruhoočko bismarcké
- Zosterops inornatus E. L. Layard, 1878 – kruhoočko lifouské
- Zosterops japonicus Temminck & Schlegel, 1847 – kruhoočko japonské
- Zosterops kikuyuensis Sharpe, 1891
- Zosterops kirki Shelley, 1880
- Zosterops kuehni Hartert, 1906 – kruhoočko ambonské
- Zosterops kulambangrae Rothschild & Hartert, 1901 – kruhoočko kulambangraské
- Zosterops lacertosus (Murphy & Mathews, 1929) – kruhoočko naholící
- Zosterops lateralis (Latham, 1802) – kruhoočko australopacifické
- Zosterops leucophaeus (Hartlaub, 1857) – kruhoočko principeské
- Zosterops lugubris (Hartlaub, 1848) – kruhoočko svatotomášské
- Zosterops luteirostris Hartert, 1904 – kruhoočko žlutavobřiché
- Zosterops luteus Gould, 1843 – kruhoočko žlutavé
- Zosterops maderaspatanus (Linnaeus, 1766) – kruhoočko šedoprsé
- Zosterops mauritianus (Gmelin, 1789)
- Zosterops mayottensis Schlegel, 1866 – kruhoočko hnědoboké
- Zosterops mbuluensis W. L. Sclater & Moreau, 1935
- Zosterops meeki Hartert, 1898 – kruhoočko tagulské
- Zosterops melanocephalus G. R. Gray, 1862 – kruhoočko kamerunské
- Zosterops melanurus Hartlaub, 1865
- Zosterops metcalfii Tristram, 1894 – kruhoočko žlutohrdlé
- Zosterops meyeni Bonaparte, 1850 – kruhoočko nížinné
- Zosterops minor A. B. Meyer, 1874 – kruhoočko menší
- Zosterops minutus E. L. Layard, 1878 – kruhoočko malé
- Zosterops modestus E. Newton, 1867 – kruhoočko seychelské
- Zosterops mouroniensis Milne-Edwards & Oustalet, 1885 – kruhoočko komorské
- Zosterops murphyi Hartert, 1929 – kruhoočko ghizoské
- Zosterops mysorensis A. B. Meyer, 1874 – kruhoočko biacké
- Zosterops natalis Lister, 1889 – kruhoočko vánoční
- Zosterops nehrkorni W. Blasius, 1888 – kruhoočko sangihské
- Zosterops nigrorum Tweeddale, 1878 – kruhoočko filipínské
- Zosterops novaeguineae Salvadori, 1878 – kruhoočko novoguinejské
- Zosterops oleagineus Hartlaub & Finsch, 1872 – kruhoočko yapské
- Zosterops olivaceus (Linnaeus, 1766) – kruhoočko olivové
- Zosterops pallidus Swainson, 1838 – kruhoočko kapské
- Zosterops palpebrosus (Temminck, 1824) – kruhoočko indomalajské
- Zosterops poliogastrus Heuglin, 1861 – kruhoočko východoafrické
- Zosterops ponapensis Finsch, 1876
- Zosterops rendovae Tristram, 1882 – kruhoočko černavozobé
- Zosterops rennellianus Murphy, 1929 – kruhoočko rennellské
- Zosterops rotensis Taka-Tsukasa & Yamashina, 1931 – kruhoočko sabenské
- Zosterops samoensis Murphy & Mathews, 1929 – kruhoočko samojské
- Zosterops sanctaecrucis Tristram, 1894 – kruhoočko santacruzské
- †Zosterops semiflavus Newton, 1867
- Zosterops semperi Hartlaub, 1868 – kruhoočko karolinské
- Zosterops senegalensis Bonaparte, 1850 – kruhoočko žlutozelené
- Zosterops silvanus J. L. Peters & Loveridge, 1935 – kruhoočko kasigauské
- Zosterops simplex Swinhoe, 1861
- Zosterops socotranus Neumann, 1908
- Zosterops somadikartai Indrawan, Rasmussen & Sunarto, 2008 – kruhoočko togianské
- Zosterops splendidus Hartert, 1929 – kruhoočko ranonggaské
- Zosterops stalkeri Ogilvie-Grant, 1910 – kruhoočko seramské
- Zosterops stenocricotus Reichenow, 1892
- †Zosterops strenuus Gould, 1855 – kruhoočko velké
- Zosterops stresemanni Mayr, 1931 – kruhoočko malaitské
- Zosterops stuhlmanni Reichenow, 1892
- Zosterops superciliosus (North, 1906) – kruhoočko Woodfordovo
- Zosterops tenuirostris Gould, 1837 – kruhoočko tenkozobé
- Zosterops tetiparius Murphy, 1929
- Zosterops uropygialis Salvadori, 1874 – kruhoočko lesní
- Zosterops vaughani Bannerman, 1924 – kruhoočko pembské
- Zosterops vellalavella Hartert, 1908 – kruhoočko šalamounské
- Zosterops virens Sundevall, 1850
- Zosterops winifredae Moreau & W.L. Sclater, 1934 – kruhoočko tanzanské
- Zosterops xanthochroa G. R. Gray, 1859 – kruhoočko novokaledonské